# 東京田辺製薬
東京田辺製薬株式会社（とうきょうたなべせいやく、英文・TOKYO TANABE CO., LTD.）は、かつて存在した日本の大手製薬会社。田辺三菱製薬の源流企業の一つ。

## 会社概要
- 田辺三菱製薬がWebで公開している社史[1]によると、東京田辺製薬の興りは、明治時代末期、「田辺製薬株式会社」の当時の当主だった12代田邊五兵衛が、次男・田邊元三郎に薬種問屋「田邊元三郎商店」を東京・日本橋本町で創業させたこととされる。その後、大正時代後期、資本金100万円で株式会社に改組し、自社での医薬品開発・生産に乗り出した。

- 昭和に入ると、1936年（昭和11年）に日本で初めてビタミンCを合成生産し「アスコルチン」の名で発売した。しかし大都市エリアに工場を構えていたため、空襲被害で生産能力が落ち、戦後は三河島工場を閉鎖、生産設備を梅田工場と王子工場に集中させ生産の合理化を図った。

- 田辺製薬とは一時期、西日本 - 田辺、東日本 - 東京田辺と営業エリアの棲み分けを図っていたが、東京証券取引所上場（1963年（昭和38年）第二部、1970年（昭和45年）第一部指定替え）を機に、徐々に田辺製薬からの独立を進め、1980年代に三菱化成工業（現・三菱ケミカル）と業務提携、以後は三菱グループ傘下となった。1999年（平成11年）10月1日、同グループ傘下の医薬品事業の再編により、三菱化学（旧・三菱化成）に事業分割の上で吸収合併され、三菱東京製薬株式会社となった。

- のち三菱東京製薬は、2001年（平成13年）10月1日に武田薬品工業の子会社であったウェルファイド株式会社と合併し、三菱ウェルファーマ株式会社となった。その後、三菱ウェルファーマは田辺製薬と合併し、田辺三菱製薬が発足。結果的に東西田辺が再統合を果たした。

- 当社の製品の多くは再編過程で整理され姿を消したが、ウルソデオキシコール酸を主成分とする胃腸薬「ウルソ」シリーズは田辺三菱製薬に引き継がれ、同社の主力OTC薬の一つ（第3類医薬品）となっている。

## 事業所一覧
1999年（平成11年）9月30日終了時点
- 本社 - 東京都中央区日本橋本町二丁目2番6号 - 現在は解体済。

工場・物流センター・研究所
- 梅田工場 - 閉鎖、解体済。
- 足利工場 - 事業譲渡済。
- いわき工場 - 事業譲渡済。
- 足利物流センター - 事業譲渡済。
- 研究開発本部 - 閉鎖、解体済。
- かずさ研究所 - 閉鎖済。

支店
- 北海道支店 - 閉鎖済。
- 東北支店
- 東京支店
- 上信越支店
- 中関東支店
- 東関東支店
- 西関東支店
- 名古屋支店
- 大阪支店 - 閉鎖、解体済。
- 京都支店
- 神戸支店
- 中国支店
- 四国支店
- 九州支店 - 閉鎖、解体済。

営業所・出張所
| 営業所       | 傘下出張所                     |
| ------------ | ------------------------------ |
| 札幌         | 旭川、函館                     |
| 仙台         | 秋田                           |
| 盛岡         |                                |
| 郡山         |                                |
| 中央（東京） | 城東                           |
| 城南         |                                |
| 城北         |                                |
| 多摩         |                                |
| 新潟         | 高崎、松本                     |
| 大宮         | 川越、宇都宮                   |
| 水戸         | 松戸、千葉                     |
| 横浜         | 湘南                           |
| 静岡         |                                |
| 名古屋       | 名古屋東、岡崎、岐阜、津       |
| 北陸         |                                |
| 京都         |                                |
| 大阪         |                                |
| 阪奈         |                                |
| 北大阪       |                                |
| 堺           |                                |
| 神戸         | 姫路                           |
| 広島         | 米子、岡山、山口               |
| 高松         | 松山                           |
| 福岡         | 北九州、長崎、熊本、大分、沖縄 |
| 鹿児島       |                                |

## 沿革
- 1901年（明治34年）7月25日 - 12代目田邊五兵衛の弟である、初代田邊元三郎が「田邊五兵衛商店」から独立分離し、東京府東京市日本橋区本町四丁目（現在の東京都中央区日本橋本町二丁目）に薬種問屋「田邊元三郎商店」を創業。
- 1915年（大正4年）‐ 東京都荒川区に三河島工場を建設し、医薬品の生産に着手。
- 1921年（大正10年）11月24日 - 資本金100万円にて、株式会社田邊元三郎商店に改組。スポーツマッサージとして日本初の市販薬第1号「サロメチール」を発売。
- 1936年（昭和11年）- ビタミンCを日本で初めて合成生産し「アスコルチン」の名で発売。
- 1938年（昭和13年）- 東京都足立区梅田に梅田工場を新設。2003年（平成15年）に老朽化のため閉鎖。
- 1939年（昭和14年）- 株式会社田邊五兵衛商店（のちの田辺製薬）との共同出資により、中国北京市に株式会社田辺公司、満州国奉天市に株式会社田辺商店を設立。
- 1940年（昭和15年）- 関連会社として東京府医薬品卸株式会社を設立。
- 1941年（昭和16年）‐ 田邊五兵衛商店との共同出資により、中国上海市に関連会社「株式会社田辺洋行」を設立。
- 1942年（昭和17年）- 東京都北区に王子工場を建設。1980年（昭和55年）に閉鎖。
- 1943年（昭和18年）9月 - 東京田辺製薬株式会社に社名変更。
- 1947年（昭和22年）- 空襲により大半を焼失した王子工場での生産を再開。
- 1949年（昭和24年）- 三河島工場を閉鎖。生産設備を梅田工場と王子工場に集中して生産の合理化を図る。
- 1951年（昭和26年）
  - 5月 - 戦後の新薬1号「ビタプレックス」を発売。
  - 12月 - 大阪府大阪市に大阪駐在所を開設。
- 1952年（昭和27年）- 東京工業大学との技術提携により、日本初となるビタミンB2の合成に成功。
- 1953年（昭和28年）- 大阪駐在所を大阪出張所に昇格。
- 1954年（昭和29年）‐ 北海道札幌市に札幌連絡所、愛知県名古屋市に名古屋連絡所をそれぞれ開設。
- 1956年（昭和31年）- 札幌連絡所を札幌出張所に、名古屋連絡所を名古屋出張所に昇格。
- 1957年（昭和32年）
  - ウルソデオキシコール酸を配合した肝・胆・消化機能改善剤「ウルソ」を発売。
  - 福岡県福岡市に福岡出張所を新設し、全国的な販売網を確立。
- 1961年（昭和36年）- 札幌・名古屋・大阪・福岡の各出張所を支店に昇格。東京営業所を設置。
- 1963年（昭和38年）4月1日 - 東京証券取引所株式市場第2部に上場。
- 1965年（昭和40年）- 宮城県仙台市に仙台出張所、広島県広島市に広島出張所を設置。
- 1966年（昭和41年）
  - 高脂質血症改善ビタミン剤「ハイボン」を発売。
  - 王子工場研究課と企画部開発課を統合し「開発研究部」を設置。
- 1967年（昭和42年）‐ 札幌支店新社屋竣工。
- 1968年（昭和43年）- 大阪府大阪市東区道修町一丁目（現在の大阪府大阪市中央区道修町一丁目）に建設していた大阪支店の新社屋が竣工。その後、2009年（平成21年）までに閉鎖され、2011年（平成23年）に老朽化のため解体。
- 1969年（昭和44年）- 東京都北区に製品管理センターを建設。
- 1970年（昭和45年）
  - 東京都中央区日本橋本町二丁目に新本社ビル社屋が着工。
  - 8月1日 - 東京証券取引所の株式市場で第2部から第1部に指定替え。
- 1971年（昭和46年）
  - 9月 - 東京都中央区日本橋本町二丁目に新本社ビル社屋が竣工、本社を移転（2012年（平成24年）5月6日までに閉鎖）。
  - 10月 - 東京都内以外初の製造拠点として、栃木県足利市に足利工場が完成、操業開始。
  - 12月 - 乳糖分解酵素製剤「ガランターゼ」を発売。
- 1972年（昭和47年）- 関連会社である白井松新薬株式会社より、同社の営業部門を譲受。
- 1975年（昭和50年）- 東京営業所を東京支店に改称。東京第一営業所と東京第二営業所を開設。
- 1977年（昭和52年）‐ 東京支店を分割し、東京第一支店と東京第二支店を設置。
- 1978年（昭和53年）- 関連会社として東京田辺商事株式会社を設立。
- 1980年（昭和55年）‐ 福島県いわき市にいわき工場を建設。王子工場を足利工場に併合。
- 1981年（昭和56年）
  - 2月2日 - 三菱化成工業と業務提携。
  - 子宮内膜症治療剤「ボンゾールカプセル」を発売。
- 1983年（昭和58年）- ウルソデオキシコール酸配合胃腸薬「ハイウルソ錠」を発売。
- 1985年（昭和60年）- 市販薬として、ウルソデオキシコール酸配合消化健胃薬「ハイウルソ顆粒」を発売。
- 1986年（昭和61年）- 大阪支店の営業部門を営業第一部、営業第二部、営業第三部に分割。
- 1987年（昭和62年）
  - 1月1日 - 本社の住所表示を東京都中央区日本橋本町二丁目2番6号へ変更。
  - 10月 - 三菱化成工業との業務提携を強化。
  - 11月 -「サーファクテン」「サイメリン」を発売。
- 1988年（昭和63年）1月 - ウルソデオキシコール酸・生薬・ビタミン配合滋養強壮保健薬「サニビタU」を発売。
- 1989年（昭和64年/平成元年）
  - 2月1日 - 健康食品の展開を生産開始。
  - 10月2日 -
    - 大阪支店を分割し、大阪支店・京都支店・神戸支店・高松支店を設置。大阪支店のオフィスに関西事務所を併設。
    - 栃木県足利市に足利物流センターが完成。
- 1990年（平成2年）
  - 3月31日 - 足利物流センターの本格稼働に伴い、製品管理センターを閉鎖。
  - 10月1日 - 東京第一支店を分割し、横浜支店を設置。
- 1991年（平成3年）- 抗アレルギー剤「アレギサール」を発売。
- 1992年（平成4年）4月1日 - 企業キャッチコピーを「生命（いのち）の不思議を追いかけて、もっと」に決定。
- 1993年（平成5年）10月 - 5-HT2ブロッカー製剤「アンプラーグ」を発売（製造元は三菱化成）。
- 1997年（平成9年）10月1日 -
  - 東京第一支店と東京第二支店を再編し、東京支店、中関東支店、西関東支店、東関東支店・上信越支店を新設。
  - 札幌支店を北海道支店、仙台支店を東北支店、広島支店を中国支店、高松支店を四国支店、福岡支店を九州支店にそれぞれ改称。
- 1998年（平成10年）3月 - 千葉県かずさアカデミアパーク内にかずさ研究所完成（2016年（平成28年）3月31日に閉鎖）。
- 1999年（平成11年）
  - 1月21日 - 三菱化学との間で、同社医薬カンパニーとの合併契約書に調印。
  - 4月1日 - 合弁企業によりティー・ティー・ファーマ株式会社を設立。
  - 7月21日 - 三菱化学との共同開発による医療用医薬品「コレバイン」を発売。
  - 9月24日 - 上場廃止。
  - 10月1日 - 三菱化学主導の子会社及び医薬品事業再編に伴い、三菱東京製薬株式会社となる。
- 2007年（平成19年）10月1日 - 田辺製薬が当社を前身にもつ三菱ウェルファーマと合併し、田辺三菱製薬株式会社が発足。約106年ぶりに東西田辺が事業統合を果たした。

## 主要製品
医療用医薬品
- カスタロール（医療薬第1号）
- ラクタゴール
- ビタプレックス
- ウルソ
- ハイボン錠
- ハイボン顆粒
- ハイボンシロップ
- チミコデ錠（非ピリン系）
- ムコトロン
- サロメゾール（100ml）
- ルビチーム
- オキナゾールクリーム
- オキナゾール液
- コレミナール錠
- アレギサール錠10mg
- アレギサールドライシロップ
- アレギサール錠5mg
- 医療用サロメチール
- マイザークリーム
- マイザー軟膏
- マイザーローション
- ボンゾールカプセル
- スルジニンカプセル
- コレバイン錠500mg
- コレバイン顆粒70%

一般用医薬品
- サロメチール（市販薬第1号）
- サロメチールエアゾール（50ml）
- サロメKゼリー
- サロメチール・ソフト
- サロメチールゾル
- サロメチールパップ
- うがい薬（東京田辺）第1期
- うがい薬（東京田辺）第2期
- チミコデ錠
- チミコデ液
- チミコデスーパー
- チミコデシロップ
- チミコデG錠
- 新チミコデシロップ
- チミコデWシロップ
- チミコデ鼻炎カプセル
- チミコデカプセル
- チミコデうがい薬
- チミコデトローチ
- チミコデトローチDX
- チミコデDX顆粒
- チミコデシロップN
- チミコデソフトカプセル
- チミコデかぜシロップ小児用
- 強力ビタプレ錠
- アスコルチン100
- アスコル顆粒（第1期）
- アスコル顆粒（第2期）
- アスコル顆粒ゴールド
- カランバ
- サニビタU
- サニビタU内服液
- サニビタクイン
- サニビタキング
- アスビタン<デルマ>
- ハイボンL錠
- ビタプレBB
- 美蜂カップE
- コリホン顆粒
- 胃腸薬 東京田辺錠
- パンラーゼ
- ウルソ錠
- ウルソS錠
- ハイウルソ錠
- ハイウルソ顆粒
- 薬草胃腸内服液
- ハイウルソエース内服液
- ハイウルソグリーン
- プリーズ
- メポタAL
- メポタAL-X
- ナイスパンS
- サンベリン
- サンベリンS
- 好効丹
- ボニータ
- エバクレーム
- エバクレームソフト
- エバクレーム25G
- エバクレームS
- アモルスキン
- サンタナ
- フェナール

動物用医薬品
- ウルソ注射液
- フリドン
- 飼料用リボフラビン
- サンヒィードA.B.C.
- P.O.P.
- スルファグリーン
- トルーメン
- フラニンV
- ジメトキシン東京田辺
- ピリメタミン東京田辺
- アンドック
- サンミックスゴールド
- サンフィードハイドライ
- デルトニン
- デベット注射液
- インプラール
- ルーメンミックス
- サンフィードM
- ウルソ-10
- ウルソ-20
- ウルソV注射液
- サイトームV注射液
- アンドックS
- アンチロシン注射液

健康食品
- 夕顔美人
- 夕顔美人（うどん）
- 夕顔美人顆粒
- 夕顔爽美人（そば）
- コゼット
- 夕顔花そうめん
- 小豆島そうめん
- 夕顔ファイバータント
- ダイエット組曲

## 社史
- 東京田辺製薬社史（2000年（平成12年）9月30日発行、三菱東京製薬）